# Киш, Данило
Дани́ло Ки́ш (серб. Danilo Kiš, 22 февраля 1935, Суботица — 15 октября 1989, Париж) — югославский и сербский поэт, прозаик и драматург, переводчик русской, французской и венгерской литературы.

## Биография
Данило Киш родился в Суботице (провинция Воеводина) в 1935 году в смешанной семье: отец, Эдвард Киш, урожденный Кон — венгерский еврей, а мать, Милица Драгичевич — сербка из Черногории. Это смешанное происхождение, разнообразие культурных влияний (Воеводина является домом для нескольких десятков этнических групп), как и последующие перемещения Киша по разным странам и культурам, во многом определили интернациональный характер его творчества. Сам Киш говорил так о влиянии семьи на его творчество: «От своей матери я унаследовал склонность к повествовательному смешению фактов и легенд, а от отца — патетику и иронию. Моя мать читала романы до двадцати лет, когда она осознала, не без сожаления, что романы это „вымысел“, и отказалась от них раз и навсегда. Эта неприязнь к „пустым измышлениям“ присутствует латентно и у меня.»
Киш был крещен по сербскому православному обряду в Новом Саде в 1939 году. Вполне возможно, что это спасло ему жизнь. Венгрия, которая оккупировала Воеводину во время Второй мировой войны, активно применяла антиеврейское законодательство. Отец Киша, работавший старшим инспектором государственных железных дорог, был арестован в 1944 году и отправлен в Освенцим, где и погиб.
В 1947 году Данило Киш вместе во своей матерью и старшей сестрой Даницей были репатриированы с помощью Красного Креста из западной Венгрии (куда семья Кишей переехала во время войны) в Цетине в Черногории, на родину матери. Здесь Киш окончил гимназию и в 1954 году поступил на вновь созданное отделение сравнительной литературы философского факультета Белградского университета. По окончании университета в 1958 году Киш продолжил постдипломное образование в университете до 1960 года, когда он защитил выпускную работу по теме «О некоторых отличиях русского и французского символизма».
В 1962 году белградским издательством «Космос» была опубликована первая книга Киша «Чердак» (известная также как «Мансарда»). В течение следующих десяти лет Киш опубликовал несколько книг, которые выдвинули его в разряд заметных югославских авторов, что было отмечено престижной премией НИН в 1973 году. В этом же году Киш переехал во Францию, чтобы преподавать сербско-хорватский язык в университете Бордо. В последующие годы он жил во Франции, совмещая литературное творчество с преподаванием сербско-хорватского языка и югославской литературы в университете Лилля (1979—1985). Вместе с тем, Киш приводил много времени в Югославии, особенно в Белграде и Черногории.
Киш приобрел международную известность после публикации своего романа «Могила для Бориса Давидовича» в 1976 году. Роман был переведен на основные европейские языки и высоко оценен критикой. Вместе с тем, в самой Югославии это произведение, осуждающее тоталитаризм во всех его проявлениях, подверглось уничтожающей политической критике с заметным привкусом антисемитизма. Тем не менее, известность Киша в последующие года росла как у него на родине, так и за рубежом. Свидетельством этого являются престижные литературные премии, а также избрание Киша членом-корреспондентом Сербской академии наук и искусств в 1988 году. В 1989 году Киш был номинирован на Нобелевскую премию по литературе, получить которую ему помешала его преждевременная смерть.
Данило Киш был женат первым браком на Мирьяне Миочинович (Mirjana Miočinvić), а после развода с ней в 1981 году и до конца жизни жил с Паскаль Дельпеш (Pascale Delpech), которая стала переводчицей его книг на французский язык.
Данило Киш скончался от рака лёгких в Париже 15 октября 1989 г. в возрасте 54 лет. По своему желанию Данило Киш был похоронен в Белграде по православному обряду.

## Творчество
Киш не был, что называется, плодовитым автором. За жизнь он опубликовал девять книг, причем семь из них — в четырнадцатилетнем промежутке между 1962 годом, когда ему было двадцать семь, и 1976 годом, когда ему исполнился сорок один. Первыми стали два сборника новелл «Чердак» и «Псалом сорок четвертый», вышедшие одним томом в 1962. Вторая книга «Сад, пепел» (1965) была романом. Третья, «Печали ранних лет» (1968), — снова сборник новелл, четвертая, «Клепсидра» (1972), — опять роман. Пятая и шестая — сборники эссе «По-этика I» (1972) и «По-этика II» (1974). Седьмая, «Могила для Бориса Давидовича» (1976) — это сборник тематически взаимосвязанных рассказов, который издатели предпочли назвать романом. Киш писал его, преподавая сербохорватский язык в университете Бордо, как «Сад, пепел» — преподавая в Страсбурге.
В это время Киш все чаще и дольше жил за границей, хотя не считал себя эмигрантом, как никогда не называл диссидентом: для него было абсолютно ясно, что литература, достойная своего имени, просто обречена быть неофициальной. Седьмая книга, сборник вымышленных рассказов о сталинском терроре, в конце концов привлекла давно заслуженный Кишем интерес мировой общественности. Вместе с тем, «Могила для Бориса Давидовича» вызвала семимесячную кампанию крайне негативных оценок у писателя дома, в Белграде. Кампания, отдававшая антисемитизмом, строилась на единственном обвинении, будто бы книга Киша — набор заимствований из целой библиотеки не упомянутых книг, обвинении, на которое автор не мог не ответить. Ответом стала его восьмая книга, «Урок анатомии» (1978). Защищая «Могилу для Бориса Давидовича» от оскорбительных нападок, Киш представил публике полное изложение своей литературной генеалогии (иначе говоря, литературных вкусов), а одновременно — дал свод пост- или протомодернистской поэтики романа и воочию показал, что такое честь писателя. На протяжении следующего десятилетия он выпустил еще только одну книгу, сборник не связанных между собой новелл «Энциклопедия мертвых» (1984). Ряд произведений Киша были опубликованы посмертно: сборник театральных произведений «Механические львы и другие пьесы», сборник интервью «Горький осадок опыта», стихотворный сборник, сборник новелл «Лютня и шрамы», сборник эссе и рассказов «Склад».
Киш также стал известен благодаря своим переводам на сербско-хорватский язык русских поэтов (О. Мандельштама, С. Есенина, М. Цветаевой), венгерских поэтов (Шандора Петёфи и Эндре Ади), а также ряда французских авторов (Лотреамон, Бодлер, Кено, Превер). Его стихотворные переводы вошли в золотой фонд литературы на сербско-хорватском языке.
В марте 1989года  Киш посетил Израиль вместе со съемочной группой студии Авала фильм для съемок интервью с Евой Нахир и Жени Лебл, двумя еврейскими женщинами, которые прошли через ад концлагеря на Голом острове, где во время Тито содержались политические диссиденты. Документальный сериал на основе этих интервью под названием «Голая жизнь» был показан по Сараевскому телевидению 12-15 марта 1990 года, уже после смерти Киша.
Литературные критики отмечают сложность литературной генеалогии Киша. По словам американской писательницы и критика Сьюзен Зонтаг, Киш упрощал свою литературную генеалогию, объявляя себя, как не раз делал, отпрыском Борхеса и Бруно Шульца. «Однако, — продолжает Зонтаг, — в соединении космополитичного аргентинца с замурованным в своем местечке польским евреем есть зерно истины. В частности, сочетая уравновешенного, умозрительного эрудита Борхеса с самопоглощенным, не знавшим меры в описаниях Шульцем, писатель подчеркивал две основные линии, переплетавшиеся в его собственной прозе. Киш обожал диковинные смеси. Смешение литературных методов, полнее всего реализованное в историческом романе „Клепсидра“ и выдуманной истории „Могила для Бориса Давидовича“, давало ему настоящую свободу пользоваться как правдой, так и вымыслом.» Другие критики отмечают в произведениях Киша влияние таких авторов, как Рабле, Пильняк и Джойс.
По мнению Ги Скарпетта, для творчества Киша в целом характерны следующие черты: особый подход к «великим сюжетам» XX века (включая нацизм и сталинизм), который отвергает пафосные стереотипы и оставляет место для юмора или иронии; ощутимое напряжение между утопией «всесказанности» и бегством от реальности; тяга к манипуляциям, стратагемам, тонко схваченным мизансценам, что дает ощущение проникновения за исторические декорации; упорство, с которым он смешивает границы между документом и фикцией, мысленные реконструкции и изобретения на основе исторических документов и фактов.
Культурную почву Киша питали еврейские, сербские, венгерские традиции, поскольку он работал там, где наследие Австро-Венгрии смешивалось с балканским, и нес титул «последнего югослава», предполагавший постоянное противодействие любым видам национальной исключительности. В своих многочисленных интервью и публицистических статьях Киш неоднократно предупреждал об опасности национализма, религиозной и национальной нетерпимости. Его страстная речь против национализма, вошедшая в книгу «Урок анатомии» — один из двух пророческих текстов (другой — это рассказ Иво Андрича «Письмо из 1920 года»), на которые чаще всего ссылаются, говоря о трагических событиях 90-х годов в бывшей Югославии. В этом произведении Киш определил национализм как сумму индивидуальных параной, рожденных страхом и завистью и доведенных до пароксизма.
Данило Киш по праву считается одним из лучших писателей второй половины XX столетия. Его творчество высоко ценили С.Зонтаг, И.Бродский, М.Кундера, П.Эстерхази, У.Гасс.

## Награды и признание
Киш был награждён Большим Золотым орлом г. Ницца (1980), он — лауреат югославской литературной премии НИН 1973 года, премии Иво Андрича (1984), итальянской премии Тибра (1988). В 1984 году Киш стал кавалером французского Ордена искусств и литературы. В 1990 году Киш был удостоен ПЕН-Клубом США премии Бруно Шульца как лучший зарубежный автор года. В 1988 году Киш был избран членом-корреспондентом Сербской академии наук и искусств. Своё отношение к наградам Киш выразил так: «Конечно, человеку приятнее получать награду, чем брань. Но у меня есть принцип, который я сформулировал в Советах молодому писателю — принимай награды с равнодушием, но не делай ничего, чтобы их заслужить — думаю, что я до сего дня последовательно придерживался этого принципа, и совесть моя перед наградами чиста» (Горький осадок опыта).

## Киш в кино
По сценарию писателя снят телевизионный фильм Горана Марковича Без названия (1971). В 2007 году венгерский режиссёр Саболч Толнай снял фильм по роману «Клепсидра» (Fövenyóra) Архивная копия от 21 августа 2010 на Wayback Machine.

### Сочинения
1. «Мансарда» (серб. Mansarda: satirična poema, 1962)
2. «Псалом сорок четвертый» (серб. Psalam 44, 1962)
3. «Сад, пепел» (серб. Bašta, pepeo, 1965)
4. серб. «Rani jadi: za decu i osetljive» (1969)
5. «Клепсидра» (серб. Peščanik, 1972)
6. серб. «Po-etika» (1972)
7. серб. «Po-etika, knjiga druga» (1974)
8. «Могила для Бориса Давидовича» (серб. Grobnica za Borisa Davidoviča: sedam poglavlja jedne zajedničke povesti, 1976)
9. «Урок анатомии» (серб. Čas anatomije, 1978)
10. серб. «Noć i magla» (1983)
11. «Homo poeticus» (1983)
12. «Энциклопедия мертвых» (серб. Enciklopedija mrtvih, 1983)
13. «Горький осадок опыта» (серб. Gorki talog iskustva, 1990)
14. «Жизнь, литература» (серб. Život, literatura, 1990)
15. серб. «Pesme i prepevi» (1992)
16. серб. «Lauta i ožiljci» (1994)
17. серб. «Skladište» (1995)
18. серб. «Varia» (1995)
19. серб. «Pesme, Elektra» (1995)

### Переводы
- Собака и мальчик / пер. А. Романенко // Иностранная литература. 1971. № 12. С. 59—63.
  - Собака и мальчик / пер. А. Романенко // Повести и рассказы югославских писателей / сост. и справки об авторах Г. Я. Ильиной, О. Д. Кутасовой, Н. Б. Яковлевой; предисл. Миливое Марковича. М.: Художественная литература, 1978. С. 644—651.
- Энциклопедия мертвых: [фрагменты из книги] / пер. И. Юферева; предисл. А. Шешкен // Иностранная литература. 1995. № 5. С. 125—151. («Симон Чудотворец», «Посмертные почести», «Энциклопедия мертвых», «Красные марки с портретом Ленина». — «Постскриптум»).
- Из «Энциклопедии мёртвых»: (История мастера и ученика. — Почётно умирать за отечество) / пер. В. Бацунова // Ілюзіон. 2004. С. 11—22.
- Лютня и шрамы / пер. В. Бацунова // Солнечное сплетение. 2004/5764. № 7 (26). С. 1—8.
- Лиссабонская конференция по литературе. Русские писатели и писатели Центральной Европы за круглым столом Архивная копия от 28 апреля 2015 на Wayback Machine / пер. Л. Семеновой // Звезда. 2006. № 5.
- Красные марки с портретом Ленина: Рассказ Архивная копия от 30 октября 2013 на Wayback Machine / пер. В. Бацунова // Крещатик. 2010. № 1 (47).
- Гробница для Бориса Давидовича. М.: Центр книги Рудомино, 2017. Пер. Е. Сагалович.
- Песочные часы. М.: Центр книги Рудомино, 2020. Пер. Е. Сагалович.